# Boulsa
Boulsa – miasto w środkowej części Burkiny Faso. Jest stolicą prowincji Namentenga.